# Ненсі Маршанд
Ненсі Маршанд (англ. Nancy Marchand, 19 червня 1928 — 18 червня 2000) — американська акторка театру, кіно і телебачення, чия кар'єра охоплює п'ять десятиліть. За свою кар'єру вона виграла чотири премії «Еммі», «Золотий глобус», «Премії Гільдії кіноакторів США», «Драма Деск» і Obie, а також була номінована на «Тоні» в 1994 році. Маршанд найбільш відома за ролями в телесеріалах «Лу Грант» (1977-1982) і «Клан Сопрано» (1999-2000), в останньому з яких вона знімалася до самої смерті.

## Біографія
Маршанд народилася в Буффало, Нью-Йорк і почала свою кар'єру в регіональному театрі і з епізодичних ролей на телебаченні. Вона з'явилася в безлічі телевізійних програм «золотого століття» телебачення п'ятдесятих, а в наступні десятиліття працювала в денних мильних операх. Широку популярність вона отримала в кінці сімдесятих, завдяки ролі в серіалі «Лу Грант», яка принесла їй чотири премії «Еммі» за найкращу жіночу роль другого плану в драматичному телесеріалі.
Ненсі Маршанд померла за день до свого 72-го дня народження, 18 червня 2000 року від емфіземи легенів і раку легенів у Стратфорді, штат Коннектикут. 13 років потому, 19 червня 2013 року, з життя пішов її екранний син у «Клані Сопрано» Джеймс Гандольфіні.
Після другого сезону в серіалі «Клан Сопрано», сюжетна лінія була запланована, де Лівія мала свідчити проти сина в суді, даючи свідчення у справі про крадені авіаквитки, які вона отримала від нього. Але Маршанд померла в 2000 році перш ніж був знятий епізод. Існуючі кадри та комп'ютерна графіка були використані для створення фінальної сцени між Тоні, і Лівією в епізоді "Proshai , Livushka".

## Телебачення
- На порозі ночі (денна мильна опера, 1970)
- Любов до життя (денна мильна опера, 1970-1974)
- Інший світ (денна мильна опера, 1976)
- В багатстві і в бідності (денна мильна опера, 1977)
- Лу Грант (114 епізодів, 1977-1982)
- Весела компанія (1 епізод, 1984)
- Північ і Південь 2 (міні-серіал, 1986)
- Дочка Спирфилда (міні-серіал, 1986)
- Закон і порядок (1 епізод, 1992)
- Нічний суд (2 епізоду, 1992)
- Тренер (2 епізоду, 1990, 1992)
- Забійний відділ (1 епізод, 1994)
- Клан Сопрано (26 епізодів, 1999-2000)